# Centre interministériel de services informatiques relatifs aux ressources humaines
Le centre interministériel de services informatiques relatifs aux ressources humaines (CISIRH) est un service à compétence nationale rattaché conjointement à la direction générale de l'administration et de la fonction publique, à la direction du budget et à la direction générale des finances publiques. Il collabore de manière rapprochée aux travaux de la direction interministérielle du numérique et du système d'information et de communication de l'État en matière de SIRH.

## Historique

### Avant le CISIRH: l'opérateur national de paye
L'opérateur national de paye (ONP) était un service à compétence nationale conjointement rattaché à la direction générale des finances publiques et à la direction générale de l'administration et de la fonction publique créé le 15 mai 2007.
Sa mission principale était la modernisation de la fonction « paye » pour l’ensemble des administrations de l’État. L’ONP prévoyait d'être le prestataire unique et centralisé de la paye des agents de l’État, à partir des informations de gestion transmises par les ministères, au moyen de leurs propres systèmes d’information sur les ressources humaines (SIRH). Le calendrier théorique prévoyait des raccordements effectifs des SIRH des ministères entre 2013 et 2016, puis 2017.
Qualifié « d'échec coûteux » par la Cour des comptes, le projet a officiellement été arrêté le 4 mars 2014. La décision est entérinée lors d'une réunion interministérielle.

### La création du Centre interministériel de services informatiques relatifs aux ressources humaines (CISIRH)
À la suite de l'abandon de l'opérateur national de paye, le centre interministériel de services informatiques relatifs aux ressources humaines (CISIRH) est créé par le décret du 9 février 2015. À sa création, il est dirigé par Isabelle Braun-Lemaire avant que Grégoire Parmentier, ancien sous-directeur des politiques interministérielles de la DGAFP puis chef de service et chef de mission de contrôle général, en soit le directeur de mars 2015 à avril 2019.
À la suite de la publication au Journal Officiel de l'arrêté du 27 mai 2019, Philippe Cuccuru, ancien sous-directeur aux systèmes d'information du CISIRH, est nommé directeur du service le 1er juin 2019.

## Missions
Les missions du CISIRH se déclinent en quatre axes :
- Inciter à la rénovation et à la mutualisation des pratiques de gestion RH et à la simplification réglementaire
- Mettre à disposition des partenaires ministériels des SIRH convergents et adaptés aux spécificités de la fonction publique d’État
- Fournir des applications permettant la dématérialisation des processus RH de la fonction publique d’État
- Réaliser et exploiter des applications RH innovantes

Pour les mener à bien, le CISIRH privilégie des méthodes projet innovantes (agilité, « Hackathon », etc.) et a enrichi ses espaces collaboratifs d'un laboratoire d'innovation ("Lab InnovRH") dédié à la co-création et au partage de pratiques et d'expériences.
Le CISIRH organise également depuis 2017 le salon des Applications RH. La dernière édition du salon, organisée le 10 janvier 2019 dans les locaux de Station F, a mis à l'honneur les outils innovants dans le domaine des ressources humaines et a été l’occasion d’échanges entre acteurs publics et privés (ministères, start-up, éditeurs, laboratoires d’innovation etc.).

## Projets
Les outils produits par le CISIRH sont co-construits avec les ministères qui sont guidés par ses équipes tout au long du projet, de l’expression du besoin à l’homologation de l’outil. L'offre de service du CISIRH se décline en 5 offres distinctes mais complémentaires :
- Une offre Systèmes d'information ressources humaines (SIRH) incluant une solution mutualisée en matière RH (RenoiRH) pour les ministères et établissements publics partenaires, la mise à disposition de référentiels de gestion RH communs (Ingres) et un outil pour adapter les procédures de Déclaration Sociale Nominative (DSN) à la fonction publique d’État
- Une offre Innovation et dématérialisation pour l'évaluation dématérialisée des agents de la fonction publique d’État (Estève) et la conservation des documents constitutifs des dossiers individuels et comptables de l’agent sous forme numérique (GAUdDI)
- Une offre Open RH FPE au service de l’harmonisation des pratiques RH et de l’interopérabilité des systèmes d’information, en mettant à disposition des partenaires les documents, les données et les nomenclatures RH de référence
- Une offre Appui à la modernisation RH pour la diffusion de bonnes pratiques RH à l'échelle interministérielle
- Une offre technique pour la gestion des opérations informatiques, le déploiement et l’intégration en continu des applications et l'accompagnement en matière de sécurité informatique